# Nadežda Kadiševa
Nadežda Nikitična Kadiševa (rusko Наде́жда Ники́тична Ка́дышева, izg. [nɐˈdʲeʐdə nʲɪˈkʲitʲɪt͡ɕnə ˈkadɨʂɨvə]), ruska pevka erzjanskega rodu, * 1. junij 1959, Gorki, Leninogorska oblast, Tatarska ASSR.
Deluje kot solistka ansambla ZLATI prstan (ZOLOTOJE Kol'co). Častna državljanka Bugulme. Ljudska umetnica Rusije (1999), Ljudska umetnica Mordvinije, zaslužena umetnica Tatarstana. Leta 2008 je prejela nagrado zlati gramofon.

## Življenjepis

### Življenje in kariera
Rodila se je v mordvinski vasi Gorki v Tatarstanu. Njen oče Nikita Mihajlovič Kadišev je delal za železnice, mati Ana Andrejevna je ostala doma s petimi hčerami. Kadiševa je bila stara 10 let, ko je umrla njena mati, in pol leta kasneje se je njen oče ponovno poročil. Morala je oditi v internat v Bugulmi, kjer so prvič odkrili njen pevski talent. Kljub temu je morala pri 14 letih začeti delati v tovarni bombaža. Pri 18 letih se je prijavila na glasbeno šolo Mihaila Ippolitova-Ivanova, a so jo po njenih besedah zavrnili zaradi "pomanjkanja glasbene priprave". Po opravljenem pripravljalnem tečaju je bila sprejeta naslednje leto. Tu je spoznala svojega bodočega moža Aleksandra Kostjuka v študentskem domu, ki so ga delili s študenti Državne glasbene šole Gnesin, kjer je Kostjuk študiral. V tretjem letniku so jo povabili, da nastopi z ansamblom Rosijanočka Potem je sledila Kostjuku v Gnesin. Kostjuk jo je zaprosil za roko in poročila sta se leta 1983 v San Franciscu. Njun sin Grigori se je rodil naslednje leto. Leta 1988 so ustanovili narodno-zabavno skupino Zlati prstan (Zolotoe Koltso) in začeli nastopati po tujini. Kmalu so postali bolj znani kot pa v Rusiji, šele ko jim je leta 1983 lokalna založba Sojuz ponudila pogodbo, so postali popularni tudi doma.

### Osebno življenje
- Mož - Aleksander Kostjuk (rojen 7. aprila 1958), ruski skladatelj ukrajinskega porekla, ustanovitelj in direktor ansambla Zolotoe Koltso .
- Sin - Grigorij Kostjuk (27. maj 1984)
- Vnuk - Vitalij Kadišev (20. junij 1999)
- Snaha - Anželika Birjukova (28. avgusta 1977)